# ناوتو تاجيما
ناوتو تاجيما (باليابانية: 田島直人؛ بالكانا: たじま なおと) هو منافس ألعاب قوى ياباني، ولد في 15 أغسطس 1912 في إواكوني في اليابان، وتوفي بنفس المكان في 4 ديسمبر 1990.

## وصلات خارجية
- ناوتو تاجيما على موقع الاتحاد الدولي لألعاب القوى (الإنجليزية)
- ناوتو تاجيما على موقع اللجنة الأولمبية الدولية (الإنجليزية)
- ناوتو تاجيما على موقع أوليمبيديا (الإنجليزية)